# Heike Schönharting
Heike Schönharting (* 10. Januar 1974) ist eine ehemalige deutsche Badmintonspielerin. 

## Karriere
Heike Schönharting wurde 1995, 1996 und 1999 Deutsche Meisterin im Dameneinzel. Bei den Weltmeisterschaften der Studenten gewann sie 1996 Bronze. Weitere Medaillengewinne folgten bei deutschen und Hochschulmeisterschaften. Heike Schönharting begann im Alter von 13 Jahren beim TV 1873 Wehen mit dem Badmintonsport, nachdem sie zuvor Leichtathletik betrieben hatte. 1994 wechselte sie zum damaligen Zweitligisten PSV GW Wiesbaden, mit dem sie in die erste Bundesliga aufstieg und 1998 zweiter der deutschen Mannschaftsmeisterschaft wurde. Anschließend wechselte sie zur SG Anspach. Im Jahr 2000 musste sie ihre Karriere aufgrund einer Knieverletzung vorzeitig beenden. Parallel zum Sport studierte sie an der Johannes Gutenberg-Universität Mainz Publizistik mit den Nebenfächern Politik- und Filmwissenschaft. 2004 schloss sie das Magister-Studium erfolgreich ab. Seit 2005 arbeitet sie bei der Stiftung Deutsche Sporthilfe in Frankfurt/Main als Referentin Kommunikation.

## Sportliche Erfolge
| Saison    | Veranstaltung                     | Disziplin   | Platz | Name                                                               |
| --------- | --------------------------------- | ----------- | ----- | ------------------------------------------------------------------ |
| 1993/1994 | Deutsche Hochschulmeisterschaften | Dameneinzel | 1     | Heike Schönharting (Uni Mainz)                                     |
| 1994/1995 | Deutsche Einzelmeisterschaft U22  | Dameneinzel | 2     | Heike Schönharting (PSV Grün-Weiß Wiesbaden)                       |
| 1994/1995 | Deutsche Einzelmeisterschaft      | Dameneinzel | 1     | Heike Schönharting (PSV Grün-Weiß Wiesbaden)                       |
| 1995/1996 | Deutsche Einzelmeisterschaft      | Dameneinzel | 1     | Heike Schönharting (PSV Grün-Weiß Wiesbaden)                       |
| 1996      | Weltmeisterschaften der Studenten | Dameneinzel | 3     | Heike Schönharting                                                 |
| 1997/1998 | Deutsche Hochschulmeisterschaften | Dameneinzel | 1     | Heike Schönharting (Uni Mainz)                                     |
| 1997/1998 | Deutsche Einzelmeisterschaft      | Dameneinzel | 3     | Heike Schönharting (PSV Grün-Weiß Wiesbaden)                       |
| 1998/1999 | Deutsche Hochschulmeisterschaften | Dameneinzel | 1     | Heike Schönharting (Uni Mainz)                                     |
| 1998/1999 | Deutsche Hochschulmeisterschaften | Damendoppel | 1     | Heike Schönharting / Sandra Mirtsching (Uni Mainz / Uni Frankfurt) |
| 1998/1999 | Deutsche Einzelmeisterschaft      | Dameneinzel | 1     | Heike Schönharting (SG Anspach)                                    |
| 1999      | Czech International               | Dameneinzel | 2     | Heike Schönharting                                                 |
| 1999      | Weltmeisterschaft                 | Dameneinzel | 33    | Heike Schönharting                                                 |
| 1999/2000 | Deutsche Einzelmeisterschaft      | Dameneinzel | 3     | Heike Schönharting (SG Anspach)                                    |